# Marco Risi
Marco Risi (Milano, 4 giugno 1951) è un regista, sceneggiatore e produttore cinematografico italiano.

## Biografia
Figlio della svizzera Claudia Maria Mosca e del celebre regista Dino nonché fratello di Claudio, abbandonò gli studi di Filosofia e nel 1971 esordì nel cinema come assistente dello zio Nelo per poi collaborare alle sceneggiature per i film del padre Caro papà (1979) e Sono fotogenico (1980). Nel 1978 aveva intanto realizzato in proprio un documentario sul cinema americano dal titolo Appunti su Hollywood, andato in onda su Rai 1 in quattro puntate.
Nel 1982 diresse il suo primo film, Vado a vivere da solo, con Jerry Calà, protagonista anche di Un ragazzo e una ragazza (1984) e Colpo di fulmine (1985). Con Soldati - 365 all'alba (1987), opera fortemente critica verso le forzature della vita di caserma, Marco Risi si è allontanato dalla commedia giovanile per virare decisamente verso un cinema d'impegno. L'attenzione ai temi sociali e all'attualità più scomoda torna anche in altre opere, come il dittico Mery per sempre (1989) e Ragazzi fuori (1990) – incentrato sulle vicende dei giovani detenuti del carcere Malaspina di Palermo, Il muro di gomma (1991), sulla strage di Ustica, e Il branco (1994), tratto dall'omonimo romanzo di Andrea Carraro, sulla vicenda di uno stupro compiuto da un gruppo di adolescenti di provincia, mentre Nel continente nero (1993) rappresenta il temporaneo ritorno a un genere più leggero.
Nel 1998 girò il grottesco e irrisolto L'ultimo capodanno, tratto da un racconto del giovane scrittore pulp Niccolò Ammaniti: a causa di alcune traversie distributive, la pellicola circolò pochissimo nelle sale italiane. Tre anni dopo Risi è tornato dietro la macchina da presa per realizzare Tre mogli, commistione di commedia agrodolce al femminile e road-movie interpretata da Iaia Forte, Francesca D'Aloja (sua moglie) e Silke. Seguono il film biografico Maradona - La mano de Dios (2007), la fiction L'ultimo padrino (2008), su Bernardo Provenzano, Fortapàsc (2009), sul giovane giornalista Giancarlo Siani assassinato dalla camorra, Cha cha cha (2013), un noir ambientato a Roma, e Tre tocchi (2014).
Nel 2020 scrive un libro edito da Mondadori Forte respiro rapido. La mia vita con Dino Risi.

## Filmografia

### Regista

#### Cinema
- Vado a vivere da solo (1982)
- Un ragazzo e una ragazza (1984)
- Colpo di fulmine (1985)
- Soldati - 365 all'alba (1987)
- Mery per sempre (1989)
- Ragazzi fuori (1990)
- Il muro di gomma (1991)
- Nel continente nero (1992)
- Il branco (1994)
- L'ultimo capodanno (1998)
- Tre mogli (2001)
- Maradona - La mano de Dios (2007)
- Fortapàsc (2009)
- Cha cha cha (2013)
- Tre tocchi (2014)
- Natale a 5 stelle (2018)
- Il punto di rugiada (2023)
- Si fa noi (2025)[1]

#### Televisione
- L'ultimo padrino – serie TV (2008)
- L'Aquila - Grandi speranze – serie TV (2019)

### Sceneggiatore
- Caro papà (1979)
- Sono fotogenico (1980)
- Vado a vivere da solo (1982)
- Un ragazzo e una ragazza (1984)
- Colpo di fulmine (1985)
- Soldati - 365 all'alba (1987)
- Rimini Rimini (1987)
- Ragazzi fuori (1990)
- Nel continente nero (1992)
- L'ultimo capodanno (1998)
- Tre mogli (2001)
- Fortapàsc (2009)
- Cha cha cha (2013)
- Tre tocchi (2014)

## Riconoscimenti
- Mostra internazionale d'arte cinematografica
  - 1990 – Premio Osella per la migliore fotografia per Ragazzi fuori

- David di Donatello
  - 1983 – Candidatura al miglior regista esordiente per Vado a vivere da solo
  - 1989 – Candidatura al miglior regista per Mery per sempre
  - 1991 – Miglior regista per Ragazzi fuori
  - 1992 – Candidatura al miglior regista per Il muro di gomma
  - 1998 – Candidatura al miglior produttore per L'ultimo capodanno
  - 2010 – Candidatura alla migliore sceneggiatura per Fortapàsc

- Nastro d'argento
  - 1990 – Candidatura al miglior regista per Mery per sempre
  - 1991 – Candidatura al miglior regista per Ragazzi fuori
  - 1991 – Candidatura al miglior soggetto per Ragazzi fuori
  - 1993 – Candidatura alla migliore sceneggiatura per Nel continente nero
  - 1998 – Miglior produttore per Il bagno turco
  - 2004 – Candidatura al miglior produttore per Bell'amico
  - 2009 – Candidatura al miglior regista per Fortapàsc
  - 2009 – Candidatura alla migliore sceneggiatura per Fortapàsc
  - 2024 – Miglior soggetto per Il punto di rugiada

- Ciak d'oro
  - 1992 – Miglior regista per Il muro di gomma[2]

- Giffoni Film Festival
  - 1989 – François Truffaut Award

- Globo d'oro
  - 2009 – Miglior regista per Fortapàsc

- Montreal World Film Festival
  - 1989 – Special Grand Priz of the Jury per Mery per sempre

## Pubblicazioni
- Marco Risi, Forte respiro rapido. La mia vita con Dino Risi, Arnoldo Mondadori Editore, 2020, ISBN 978-88-04-72184-0.